# Константин Бранковић
Константин Коста Бранковић (Нови Сад, 25. мај 1814 — Београд, 22. новембар 1865) био је српски педагог и публициста.

## Биографија
Рођен је маја 1814. године у Новом Саду, од родитеља Петра ћурчије и мајке Катарине. У родном граду је похађао основну школу. Средњу школу завршио је у Новом Саду, филозофију у Сегедину, а право у Пешти. Након прве године студија права затражио је од новосадског Магистрата, путни лист на годину дана за Србију. Прешао је у Кнежевину Србију у пролеће 1837. године да био се бавио просветним радом. Године 1838. као гимназијски професор реторике у Крагујевцу, послат је да обилази српске школе ради испита. Исте године запошљава се у новоотвореном крагујевачком Лицеју, где ће радити прво као професор математике, до 1841. године. Крајем 1841. године постављен за професора филозофије на (премештеном) Лицеју у Београду, где је био ректор четири пута (1841/42, 1846/47, 1851—1853 и 1859—1863). Касније постаје ванредни професор физике и немачког језика. Писао је уџбенике за високошколце.
Један је од првих чланова оснивача Друштва српске словесности и у више наврата његов секретар и потпредседник. Он је "први библиограф" при друштвеном Гласник-у.
Године 1848. као члан Главног одбора у Сремским Карловцима, слао је дописе Српским новинама.
Од 1854. године до смрти предавао је на Великој школи у Београду логику, психологију и педагогију.
Године 1856. је био уредник Шумадинке, а од 1859. године вршио дужност цензора књига и новина.
У филозофији припадао је кантовском правцу. Своје главне радове из филозофије Основно мудрословље и Мислословље или логика написао је према одговарајућим делима Вилхема Круга.

## Дела
- Природословље или физика за младеж, Београд 1842 и 1850.
- Мислословље или логика за младеж, Београд 1849.
- Писмена сочиненија I и II, Београд 1850 и 1860.
- Основно мудрословље за слушатеље Велике школе, Београд 1851.
- Мислословље или логика за првогодишње слушатеље мудрословља у Лицеуму Књажества Србског, Београд 1851.